# Austrian Football League 2008
Die Austrian Football League 2008 ist die 24. Spielzeit der höchsten österreichischen Spielklasse der Männer im American Football. Sie begann am 29. März 2008 mit den Spielen der Raiffeisen Vikings Vienna gegen die Turek Graz Giants (20:33) und der Swarco Raiders Tirol gegen die Danube Dragons (34:12) und endete am 27. Juni 2008 mit dem Sieg und damit dem Meistertitel der Turek Graz Giants gegen die Swarco Raiders (31:21) in der Austrian Bowl XXIV in Wolfsberg.

## Teams
- Carinthian Black Lions (Klagenfurt)
- Cineplexx Blue Devils (Hohenems)
- Danube Dragons (Klosterneuburg)
- Raiffeisen Vikings Vienna (Wien)
- Swarco Raiders Tirol (Innsbruck)
- Turek Graz Giants (Graz)

## Tabelle
| AFL 2008 |                           |    |   |   |   |       |     |     |      |
|          | Team                      | Sp | S | U | N | Pct   | P+  | P−  | Diff |
| 1        | Swarco Raiders Tirol      | 6  | 5 | 0 | 1 | 0,833 | 252 | 141 | +111 |
| 2        | Turek Graz Giants         | 6  | 4 | 0 | 2 | 0,667 | 221 | 157 | 0+64 |
| 3        | Danube Dragons            | 6  | 4 | 0 | 2 | 0,667 | 213 | 221 | 12−8 |
| 4        | Raiffeisen Vikings Vienna | 6  | 3 | 0 | 3 | 0,500 | 202 | 155 | 0+47 |
| 5        | Cineplexx Blue Devils     | 6  | 2 | 0 | 4 | 0,333 | 155 | 202 | 0−47 |
| 6        | Carinthian Black Lions    | 6  | 0 | 0 | 6 | 0,000 | 75  | 242 | −167 |

Legende: Sp = Spiele, S = Siege, U = Unentschieden, N = Niederlagen, Pct = Winning Percentage,

P+ = erzielte Punkte, P35− = zugelassene Punkte, Diff = Differenz

Bei gleicher Pct zweier Teams zählt der direkte Vergleich

 Play-offs mit Heimrecht
 Play-offs

## Spielplan
| Datum                 | Kickoff | Heim                      | Ergebnis | Auswärts                  | Stadion                            |
| --------------------- | ------- | ------------------------- | -------- | ------------------------- | ---------------------------------- |
| Woche 1               |         |                           |          |                           |                                    |
| 29. März              | 15:00   | Raiffeisen Vikings Vienna | 20:33    | Turek Graz Giants         | Hohe Warte, Wien                   |
| 29. März              | 15:00   | Swarco Raiders Tirol      | 34:12    | Danube Dragons            | Tivoli-Neu, Innsbruck              |
| 29. März              | 17:00   | Carinthian Black Lions    | 7:40     | Cineplexx Blue Devils     | ASK-Sportanlage Fischl, Klagenfurt |
| Woche 2               |         |                           |          |                           |                                    |
| 5. April              | 15:00   | Turek Graz Giants         | 40:7     | Carinthian Black Lions    | ASKÖ-Stadion Eggenberg, Graz       |
| 5. April              | 16:00   | Raiffeisen Vikings Vienna | 35:21    | Swarco Raiders Tirol      | Hohe Warte, Wien                   |
| 5. April              | 17:00   | Cineplexx Blue Devils     | 33:35    | Danube Dragons            | Herrenriedstadion, Hohenems        |
| Woche 3               |         |                           |          |                           |                                    |
| 12. April             | 15:20   | Swarco Raiders Tirol      | 50:14    | Cineplexx Blue Devils     | Tivoli-Neu, Innsbruck              |
| 12. April             | 18:00   | Danube Dragons            | 35:28    | Raiffeisen Vikings Vienna | Rattenfängerstadion, Korneuburg    |
| Woche 4               |         |                           |          |                           |                                    |
| 26. April             | 15:10   | Swarco Raiders Tirol      | 42:24    | Turek Graz Giants         | Alpenstadion, Wattens              |
| 26. April             | 16:00   | Raiffeisen Vikings Vienna | 34:3     | Carinthian Black Lions    | Hohe Warte, Wien                   |
| Woche 5               |         |                           |          |                           |                                    |
| 4. Mai                | 15:00   | Cineplexx Blue Devils     | 21:50    | Raiffeisen Vikings Vienna | Herrenriedstadion, Hohenems        |
| 4. Mai                | 16:30   | Carinthian Black Lions    | 12:47    | Swarco Raiders Tirol      | ASK-Sportanlage Fischl, Klagenfurt |
| 4. Mai                | 18:00   | Danube Dragons            | 41:34    | Turek Graz Giants         | Rattenfängerstadion, Korneuburg    |
| Woche 6               |         |                           |          |                           |                                    |
| 17. Mai               | 15:00   | Cineplexx Blue Devils     | 35:12    | Carinthian Black Lions    | Herrenriedstadion, Hohenems        |
| 17. Mai               | 16:00   | Turek Graz Giants         | 42:35    | Raiffeisen Vikings Vienna | ASKÖ-Stadion Eggenberg, Graz       |
| 17. Mai               | 18:10   | Danube Dragons            | 44:58    | Swarco Raiders Tirol      | Rattenfängerstadion, Korneuburg    |
| Woche 7               |         |                           |          |                           |                                    |
| 24. Mai               | 16:00   | Turek Graz Giants         | 48:12    | Cineplexx Blue Devils     | ASKÖ-Stadion Eggenberg, Graz       |
| 24. Mai               | 17:00   | Carinthian Black Lions    | 34:46    | Danube Dragons            | Admira Stadion, Villach            |
| Play-offs: Halbfinale |         |                           |          |                           |                                    |
| 14. Juni              | 18:00   | Danube Dragons            | 20:44    | Turek Graz Giants         | Rattenfängerstadion, Korneuburg    |
| 15. Juni              | 17:10   | Swarco Raiders Tirol      | 55:24    | Raiffeisen Vikings Vienna | Alpenstadion, Wattens              |
| Austrian Bowl XXIV    |         |                           |          |                           |                                    |
| 27. Juni              | 19:30   | Turek Graz Giants         | 31:21    | Swarco Raiders Tirol      | Sportstadion Wolfsberg, Wolfsberg  |

### Finalrunde
|  | Play-offs: Halbfinale | Play-offs: Halbfinale     | Play-offs: Halbfinale |  |  | Austrian Bowl XXIV | Austrian Bowl XXIV   | Austrian Bowl XXIV |
|  |                       |                           |                       |  |  |                    |                      |                    |
|  |                       |                           |                       |  |  |                    |                      |                    |
|  | 2                     | Danube Dragons            | 20                    |  |  |                    |                      |                    |
|  | 3                     | Turek Graz Giants         | 44                    |  |  |                    |                      |                    |
|  |                       |                           |                       |  |  | 3                  | Turek Graz Giants    | 31                 |
|  |                       |                           |                       |  |  | 1                  | Swarco Raiders Tirol | 21                 |
|  | 1                     | Swarco Raiders Tirol      | 55                    |  |  |                    |                      |                    |
|  | 4                     | Raiffeisen Vikings Vienna | 24                    |  |  |                    |                      |                    |
|  |                       |                           |                       |  |  |                    |                      |                    |

#### Austrian Bowl XXIV

Logo

| Austrian Bowl XXIV – Wolfsberg (2.000 Zuschauer) | Austrian Bowl XXIV – Wolfsberg (2.000 Zuschauer) | Austrian Bowl XXIV – Wolfsberg (2.000 Zuschauer) | Austrian Bowl XXIV – Wolfsberg (2.000 Zuschauer)      | Austrian Bowl XXIV – Wolfsberg (2.000 Zuschauer)      | Austrian Bowl XXIV – Wolfsberg (2.000 Zuschauer)      | Austrian Bowl XXIV – Wolfsberg (2.000 Zuschauer)      |
| ------------------------------------------------ | ------------------------------------------------ | ------------------------------------------------ | ----------------------------------------------------- | ----------------------------------------------------- | ----------------------------------------------------- | ----------------------------------------------------- |
| Team                                             | Team                                             | Punkte                                           | Q1                                                    | Q2                                                    | Q3                                                    | Q4                                                    |
| Swarco Raiders Tirol                             | Swarco Raiders Tirol                             | 21                                               | 0                                                     | 7                                                     | 0                                                     | 14                                                    |
| Turek Graz Giants                                | Turek Graz Giants                                | 31                                               | 0                                                     | 21                                                    | 0                                                     | 10                                                    |
| Raiders                                          | Giants                                           | Spieler                                          | Spielzug                                              | Spielzug                                              | Spielzug                                              | Spielzug                                              |
| 0                                                | 7                                                | Armando Ponce de Leon                            | 1-Yard Pass von Mohamed Muheize (PAT Marc Biedenkapp) | 1-Yard Pass von Mohamed Muheize (PAT Marc Biedenkapp) | 1-Yard Pass von Mohamed Muheize (PAT Marc Biedenkapp) | 1-Yard Pass von Mohamed Muheize (PAT Marc Biedenkapp) |
| 0                                                | 14                                               | Marc Biedenkapp                                  | 46-Yard Pass von Chris Gunn (PAT Marc Biedenkapp)     | 46-Yard Pass von Chris Gunn (PAT Marc Biedenkapp)     | 46-Yard Pass von Chris Gunn (PAT Marc Biedenkapp)     | 46-Yard Pass von Chris Gunn (PAT Marc Biedenkapp)     |
| 0                                                | 21                                               | Martin Grassegger                                | 10-Yard Lauf (PAT Marc Biedenkapp)                    | 10-Yard Lauf (PAT Marc Biedenkapp)                    | 10-Yard Lauf (PAT Marc Biedenkapp)                    | 10-Yard Lauf (PAT Marc Biedenkapp)                    |
| 7                                                | 21                                               | Jakob Dieplinger                                 | 4-Yard Pass von Marko Glavic (PAT Robert Balazinec)   | 4-Yard Pass von Marko Glavic (PAT Robert Balazinec)   | 4-Yard Pass von Marko Glavic (PAT Robert Balazinec)   | 4-Yard Pass von Marko Glavic (PAT Robert Balazinec)   |
| 14                                               | 21                                               | Andreas Pröller                                  | 21-Yard Pass von Marko Glavic (PAT Robert Balazinec)  | 21-Yard Pass von Marko Glavic (PAT Robert Balazinec)  | 21-Yard Pass von Marko Glavic (PAT Robert Balazinec)  | 21-Yard Pass von Marko Glavic (PAT Robert Balazinec)  |
| 14                                               | 28                                               | Martin Grassegger                                | 20-Yard Lauf (PAT Marc Biedenkapp)                    | 20-Yard Lauf (PAT Marc Biedenkapp)                    | 20-Yard Lauf (PAT Marc Biedenkapp)                    | 20-Yard Lauf (PAT Marc Biedenkapp)                    |
| 21                                               | 28                                               | Florian Grein                                    | 3-Yard Lauf (PAT Robert Balazinec)                    | 3-Yard Lauf (PAT Robert Balazinec)                    | 3-Yard Lauf (PAT Robert Balazinec)                    | 3-Yard Lauf (PAT Robert Balazinec)                    |
| 21                                               | 31                                               | Marc Biedenkapp                                  | 45-Yard Field Goal                                    | 45-Yard Field Goal                                    | 45-Yard Field Goal                                    | 45-Yard Field Goal                                    |
| MVP: Marc Biedenkapp, Giants                     |                                                  |                                                  |                                                       |                                                       |                                                       |                                                       |

## Liga-MVPs
Die am Ende der Saison, in der Pressekonferenz vor der Austrian Bowl XXVI, bekannt gegebenen Liga-MVPs dieser Saison sind:
- Most Valuable Player des Jahres – Mohammed Muheize (Turek Graz Giants)
- Offense Player des Jahres: Florian Grein (Swarco Raiders Tirol)
- Defense Player des Jahres: Samuel Carter (Turek Graz Giants)
- Youngstar Player des Jahres: Michael Janik (Danube Dragons)
- Coach des Jahres: Geoffrey Buffum (Swarco Raiders Tirol)